# Bangiomorpha
Bangiomorpha pubescens es un fósil multicelular con una antigüedad de hasta 1200 millones de años, probablemente perteneciente al grupo de las algas rojas. Presenta una morfología filamentosa uniseriada y multiseriada derivadas de divisiones primarias (transversales) y secundarias (longitudinales), respectivamente. También se aprecian células reproductoras y una estructura diferenciada de tipo rizoide. Probablemente sea el primer organismo con reproducción sexual conocido. Un ejemplar que se recuperó del Ártico canadiense se parece mucho al alga roja moderna Bangia, a pesar de una diferencia de antigüedad de 1200 millones de años.